# 奔竞大道
奔竞大道，是浙江省杭州市萧山区的一条道路，南起滨江区机场城市大道、风情大道、江南大道汇合环岛，东至红十五线。其中分为三段，
西段已建成双向六或八车道道路并通车，东至萧山区空港大道；
中段仅建成双向两车道，且从空港大道至创业路段（约1.8公里）为西向东单侧通行，即南北单行道分离。北侧东向西道路需转北向并西行后于兴场路（中兴桥）口转南向直至空港大道转西向通行。创业路至通城高架路的地面道路启秀路段双向两车道（皆有规划非机动车道，对非机动车无影响）。启秀路至弘慧路段已建成双向四车道道路并通车。弘慧路至耕文路段尚未建设（已预留）；
东段即耕文路至红十五线段已建成双向六车道并通车。
奔竞大道从钱江世纪城核心区边缘穿过，是贯穿周边各功能区的重要联系纽带和景观大道。奔竞大道也是杭州亚运村内的主干道，相关区段南起后解放河南侧已建段，北至空港大道交叉口，全长2255.274米。其中鸿宁路—后解放河北侧（奔竞隧道起点）段道路标准横断面宽度为60米，双向8车道；后解放河北侧（奔竞隧道起点）—民祥路段道路标准横断面宽度为60米，双向8车道；民祥路—内河以及内河-飞虹路段道路标准横断面宽度为36.5米，双向6车道；飞虹路—下穿铁路以南段（隧道暗埋范围）道路标准横断面宽度为47—100米，双向6车道。地下一层为综合管廊工程，起点为鸿宁路，终点至空港大道（空港高架路），管廊总长5100米，采用四舱断面，在奔竞大道过境隧道的两侧或上方拼接；奔竞大道隧道工程，起点为后解放河北侧，终点至下穿地铁丰北停车场后主辅分合流处，总长1931.022米，按城市主干路标准设计，设计速度60公里/小时（其中环路—下穿地铁丰北停车场后主辅分合流点段限速50公里/小时），横断面宽度为22.5米。鸿宁路—空港大道段于2022年8月29日通车。知行路一耕文路段于2023年8月23日上午10时通车。

## 相交道路
| 道路名称                                         | 地标                           | 公交车站                          |
| ------------------------------------------------ | ------------------------------ | --------------------------------- |
| 东西：机场城市大道 东南：风情大道 西南：江南大道 |                                |                                   |
| 扬帆路                                           |                                |                                   |
| 飞虹路                                           |                                |                                   |
| 东：笃学路（不互通）                             | 杭州世纪中心                   | 国际博览中心                      |
| 东：望博路（不互通）                             | 杭州世纪中心、杭州国际博览中心 | 国际博览中心                      |
| 博奥路                                           | 杭州国际博览中心               |                                   |
| 东：书音路 南：丹华路 （不互通）                 |                                | 书音路奔竞大道口                  |
| 金鸡路                                           |                                | 奔竞大道金鸡路口·金鸡路奔竞大道口 |
| 民和路                                           |                                | 民和路奔竞大道口                  |
| 市心北路                                         | 杭州SKP（在建）                | 奔竞大道市心路口                  |
| 鸿宁路                                           | 杭州SKP（在建）                | 鸿宁路奔竞大道口                  |
| 西：海清路（不互通）                             |                                |                                   |
| 民祥路                                           |                                |                                   |
| 通文西路                                         |                                |                                   |
| 丰北路                                           | 亚运村                         |                                   |
| 飞虹路                                           | 亚运村                         |                                   |
| 空港大道                                         |                                |                                   |
| 兴场路                                           |                                |                                   |
| 创业路                                           |                                |                                   |
| 启秀路 （通城高架路）                            |                                |                                   |
| 钱宁线                                           |                                |                                   |
| 弘慧路                                           |                                |                                   |
| 耕文路                                           |                                |                                   |
| 钱农东路                                         |                                |                                   |
| 奔腾路                                           |                                |                                   |
| 知行路                                           |                                |                                   |
| 畅想路                                           |                                | 奔竞大道畅想路口                  |
| 红十五线（西）（不互通）                         |                                |                                   |